# Здраво Маријо
Здраво Маријо (лат. Ave Maria) католичка је молитва Дјеви Марији. За ову молитву се још користи назив анђеоска молитва (лат. angelica salutatio), будући да је њена прва реченица поздрав арханђела Гаврила, упућен Марији за вријеме Благовијести.

## Аве Марија
Аве Марија је традиционална католичка молитва посвећена Марији као Исусовој мајци. Молитва је заснована на Јеванђељу по Светом Луки. На латинском, Римљани су употребљавали „аве“ као поздрав (од глагола авере, „бити добар“ са значењем „можеш бити добар“). Касније су га уврстили са молитвом Здраво Марија.
Здраво Маријо је, сигурно једна од најчешће коришћених молитви у католичком хришћанству. Ова молитва је део крунице. У византијском обреду молитва Здраво Маријо одговара молитви Богородице дјево.

## Текст молитве
| Здраво, Маријо, милости пуна, Господин с Тобом. Благословљена Ти међу женама и благословљен Плод утробе Твоје, Исус Света Маријо, Мајко Божја, моли за нас грешнике, сада и на часу смрти наше. | Áve, María, grátia pléna; Dóminus técum: benedícta tu in muliéribus, et benedíctus frúctus véntris túi, Iésus. Sáncta María, Máter Déi, óra pro nóbis peccatóribus nunc et in hóra mórtis nóstrae. |

## Историја
Молитва Здраво Маријо је међу католицима заживјела у другој половини 11. вијека. Године 1495. Ђироламо Савонарола у својој интерпретацији ове молитве први је штампао додатак Sancta Maria mater Dei ora pro nobis peccatoribus nunc et in hora mortis. Amen, који је (уз додатак nostrae на крају) у 16. вијеку званично утврђен на Тридентском сабору.
Као извор за молитву користе се два стиха у Јеванђељу по апостолу Луки и један са сабора:
| Нова завет грчки | Нови завет латински                                                                       | Нови завет српски                                                             |
| Први део молитве потиче из Лука 1:28 (речи поздрава Архангела Гаврила).                                                                          | Први део молитве потиче из Лука 1:28 (речи поздрава Архангела Гаврила).                   | Први део молитве потиче из Лука 1:28 (речи поздрава Архангела Гаврила).       |
| --- | ----------------------------------------------------------------------------------------- | ----------------------------------------------------------------------------- |
| Χαῖρε κεχαριτωμένη Μαρία, Ὁ Κύριος μετά Σου. | Et ingressus ad eam dixit: „Ave, gratia plena, Dominus tecum“.                            | Радуј се, благодатна! Господ је с тобом, благословена си ти међу женама.      |
| Други део молитве потиче из Лука 1:42 (речи благослова Јелисавете, Маријине рођаке).                                                             |                                                                                           |                                                                               |
| Εὐλογημένη σὺ ἐν γυναξί, και ευλογημενος ο καρπος της κοι                                                                                        | Benedicta tu inter mulieres, et benedictus fructus ventris tui.                           | Благословена си ти међу женама, и благословен је плод утробе твоје!           |
| Трећи део молитве потиче из традиције. Наслов Мајка Божја одобрио је Ефески сабор (431). Овај последњи део је додат молитви око шеснаестог века. |                                                                                           |                                                                               |
| Ἁγία Μαρία, Θεοτόκε, πρέσϐευε ὑπέρ ἡμῶν τῶν ἁμαρτωλῶν, νῦν καί ἐν τῃ ὥρᾳ τοῦ θανάτου ἡμῶν. Ἀμήν.                                                 | Sancta Maria, Mater Dei, ora pro nobis peccatoribus, nunc et in hora mortis nostrae. Amen | Света Маријо, Богородице, Моли за нас грешне, сада и у часу наше смрти. Амин. |

У (византијским) источним црквама се моли молитва која личи на Здраво Маријо: 
| Θεοτόκε Παρθένε, χαῖρε, κεχαριτωμένη Μαρία, ὁ Κύριος μετὰ σοῦ. εὐλογημένη σὺ ἐν γυναιξί, καὶ εὐλογημένος ὁ καρπὸς τῆς κοιλίας σου, ὅτι Σωτήρα ἔτεκες τῶν ψυχῶν ἡμῶν. | Богородице дјево, радуј се благодатна Маријо, Господ је с тобом; благословена си Ти међу женама и благословен је Плод утробе Твоје, јер си родила Спаситеља душа наших. |